# KAFD World Trade Center
Le KAFD World Trade Center est un gratte-ciel de 300 mètres en construction à Riyad en Arabie saoudite.
Les travaux ont débuté en 2010 et devraient se terminer en 2021. L'immeuble a déjà atteint sa hauteur définitive.